# Lev Shcharánski

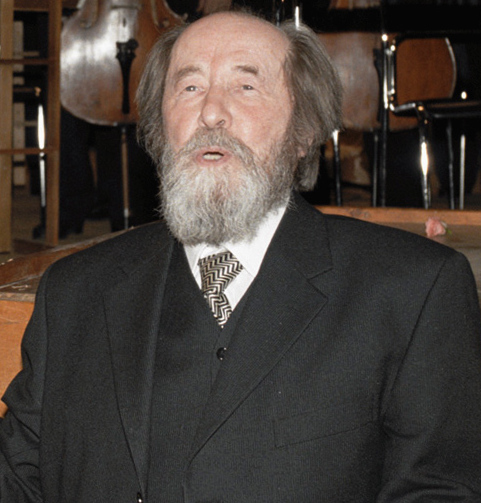
Aleksandr Solzhenitsyn, el disidente soviético, las fotografías de quien se utilizan como la aparencia de Lev Shcharánski

Lev Natánovich Shcharánski (del ruso: Лев Натанович Щаранский); en inglés: Lev Sharansky es un personaje ficticio satírico en el Internet rusohablante que parodia a un ex disidente soviético. El personaje escribe en su blog en LiveJournal y en Twitter, donde utiliza las ideas de los liberales rusos modernos llevándolas al absurdo. Toma su apellido de Natan Shcharánski, el ex disidente soviético y político israelí.
El carácter de Shcharánski se utiliza también  para desacreditar la votación en línea. Por ejemplo, en 2011 él ganó la encuesta en línea para determinar el «bloguero del año» organizada por la revista «Afisha».